# Kråkelund
Kråkelund är en före detta lotsplats i södra delen av Smålands skärgård, 25 kilometer nordost om Oskarshamn.
Vid platsen fanns tidigare en räddningsstation med motorlivbåten Max Sievert, vilken överfördes 1933 till Räddningsstationen i Bua.